# Benet Sanz i Forés
Benet Sanz i Forés (Gandia, La Safor, 21 de març de 1828 – Madrid, 1 de novembre de 1895) fou un bisbe i cardenal valencià.
Estudià a la Universitat de València, on el 1848 obtingué el batxillerat en dret. Fou professor de dret canònic al seminari valencià entre 1851 i 1857, alhora que s'hi doctorava (1853). A la catedral d'aquesta ciutat fou ordenat sacerdot el 27 de març de 1852. El 1855 fou nomenat vicearxiprest de la parròquia de Sant Pere Màrtir de València i provisor, canonge magistral catedralici i vicari general de l'arxidiòcesi.
Sempre al seminari valencià, el 1857 obtingué el doctorat en teologia i l'any següent esdevingué per oposició canonge lectoral de la catedral de Tortosa, on també ocupà successivament els càrrec de provisor i de vicari general del bisbat. L'any 1862, a la catedral de Vic, pronuncià la laudatio de sant Miquel dels Sants ran de la recent canonització d'aquest. Retingué la canongia tortosina fins al 1866, per bé que des de feia tres anys abans havia passat a residir a Madrid, nomenat abbreviator de la nunciatura apostòlica. El 1864 fou nomenat predicador de la casa reial de la reina Isabel II i auditor del Tribunal de la Rota.
El 22 de juny de 1868 fou nomenat bisbe d'Oviedo. Tanmateix, i a causa dels esdeveniments polítics del moment (la Revolució de Setembre), la seva consagració es retardà fins al 8 de novembre d'aquell any. La rebé al "Primer Monasterio de la Visitación" (les "Salesas Reales") de Madrid de mans d'Alessandro Franchi, nunci apostòlic a Espanya. Romangué tretze anys a la diòcesi asturiana, durant els quals promogué la construcció de la nova Basílica de Covadonga i en posà la primera pedra l'11 de novembre de 1877. En qualitat de bisbe d'Oviedo assistí al Concili Vaticà I.
Per presentació del rei Alfons XII, el 18 de novembre de 1881 fou promogut a arquebisbe de Valladolid. En aquesta condició fou invitat, el 12 de desembre de 1885, a pronunciar a la Real Basílica de San Francisco el Grande de Madrid l'oració fúnebre durant les solemnes exèquies d'aquell monarca.
El 30 de desembre de 1889 el traslladaren a l'arxidiòcesi de Sevilla. En el consistori de gener de 1893 el papa Lleó XII el creà cardenal del títol de S. Eusebio. L'any següent organitzà i presidí la primera peregrinació de treballadors catòlics espanyols a Roma.
Havia tingut cura de la darrera edició del catecisme tridentí del Pare Astete (1872) i havia escrit diversos devocionaris (El nuevo mes de Maria (1856), Discursos sobre las grandezas y virtudes de la Santísima Virgen (1859), Jesucristo en el Evangelio y en la Sagrada Escritura (1879), etc.) i una biografia de la futura santa Joaquima de Vedruna (1892).
Morí a Madrid, i dos anys més les seves restes foren traslladades a Sevilla i sebollides a la catedral d'aquesta ciutat. A la porxada de la Basílica de Covadonga fou col·locat un bust en honor seu, obra de l'escultor Mariano Benlliure.